# Grešlové Mýto
Grešlové Mýto är en ort i Tjeckien.   Den ligger i regionen Södra Mähren, i den sydöstra delen av landet, 160 km sydost om huvudstaden Prag. Grešlové Mýto ligger 387 meter över havet och antalet invånare är 209.
Terrängen runt Grešlové Mýto är platt. Runt Grešlové Mýto är det ganska glesbefolkat, med 47 invånare per kvadratkilometer. Närmaste större samhälle är Znojmo, 18,3 km sydost om Grešlové Mýto. Trakten runt Grešlové Mýto består till största delen av jordbruksmark.